# 76 Dywizjon Rakietowy Obrony Powietrznej
76 Poznański dywizjon rakietowy Obrony Powietrznej (76 dr OP) – samodzielny pododdział Wojsk Obrony Przeciwlotniczej Sił Powietrznych.
Dywizjon stacjonował w Poznaniu, podlegał dowódcy 1 Śląskiej Brygady Rakietowej Obrony Powietrznej; był jednym z dwóch, obok 31 dr OP dywizjonów stacjonujących na poznańskiej Ławicy. Głównym zadaniem jednostki była ochrona aglomeracji poznańskiej, obrona lotniska Ławica oraz 31 Bazy Lotnictwa Taktycznego. Dywizjon rozformowano 31 grudnia 2011 wraz z 1 Śląską Brygadą Rakietową Obrony Powietrznej.

## Historia
Dywizjon powstał w roku 1979 na podstawie zarządzenia szefa sztabu Wojsk OPK i został włączony w struktury 79. spa OPK w Poznaniu. Jednostka usytuowana została nieopodal m. Chomęcice i wyposażona w przeciwlotniczy zestaw rakietowy typu S-125 Newa.
W roku 1982 dywizjon odbył pierwsze strzelania bojowe na poligonie w ZSRR.
W 1995 roku, jeszcze w składzie 79. pr OP, na poligonie krajowym w Ustce dywizjon wykonał strzelania bojowe.
Po rozwiązaniu 79 pr OP, w roku 1998 dywizjon włączono w skład 1. Brygady Rakietowej OP w Bytomiu.
W roku 2000 dowództwo i sztab dywizjonu zostały przeniesione z kompleksu koszarowego przy ulicy Rolnej w Poznaniu do nowego miejsca stałej dyslokacji, na ulicę Lotniczą.
W 2002 roku dywizjon został przezbrojony w zestaw S-125 Newa-SC, z którego w maju tego roku wykonał strzelania kwalifikacyjne zmodernizowanego sprzętu.
Dywizjon otrzymał własną odznakę pamiątkową i oznakę rozpoznawczą zatwierdzone decyzją nr 123/MON z 10 kwietnia 2006.
Decyzją Ministra Obrony Narodowej nr 113/MON z 10 kwietnia 2006 ustalono święto dywizjonu obchodzone 9 października.
Nazwę wyróżniającą Poznański nadano jednostce decyzją nr 346/MON z 9 października 2009.

## Struktura
- dowództwo i sztab,
- bateria dowodzenia,
- bateria radiotechniczna,
- bateria techniczna,
- bateria startowa (S-125 Newa-SC)
- bateria przeciwlotnicza (S-60, PKM-Z)

## Dowódcy dywizjonu
- 1979–1981 – mjr Stanisław Kowalski
- 1981–1989 – ppłk Włodzimierz Baraniak
- 1987–1989 – mjr Henryk Graczyk (cz.p.o.)
- 1989–1990 – mjr Józef Łukasiewicz
- 1990–1991 – mjr Andrzej Jaroszuk (p.o.)
- 1991–2007 – ppłk Waldemar Ząbek
- 2007–25 lutego 2010– mjr Marek Szkudlarek (cz.p.o.)
- 25 lutego 2010 - 31 grudnia 2011 – ppłk Grzegorz Wiśniewski